# Персеваль Валлиец
Персеваль Валлиец (фр. Perceval le Gallois) — фильм режиссёра Эрика Ромера, вышедший на экраны 8 октября 1978.

## Сюжет
Внесерийный фильм Ромера, и его вторая лента на историческую тематику. Экранизация неоконченного романа Кретьена де Труа «Персеваль, или Сказание о Граале».
Сюжет картины, в основном, следует литературному источнику. Юный валлиец, сын вдовы Персеваль на охоте в лесу встречает рыцарей короля Артура. Пораженный их внешним видом, юноша, от которого мать скрывала существование рыцарства, принимает незнакомцев за ангелов. Когда ошибка разъясняется, Персеваль отправляется ко двору короля Артура, чтобы стать рыцарем.
В ходе странствий валлиец из-за своей наивности и невежества оскорбляет деву, принадлежащую Гордецу из Лаланда, убивает Красного рыцаря, нанесшего оскорбление королю Артуру, вступает в конфликт с сенешалем Кеем, проходит обучение боевому искусству и куртуазии у Гурнеманца из Гоора, спасает прекрасную Бланшефлор, которую осаждают король Кламадек Островной и его сенешаль Агенгерон в городе под названием Красивое Убежище (Beaurepaire). Затем он оказывается в волшебном замке Короля-Рыбака, где во время трапезы перед ним проносят кровоточащее копье, а затем проходит дева, несущая Грааль. Результатом уроков Гурнеманца оказывается роковая ошибка Персеваля — Незаданный вопрос.
Покинув волшебный замок, Персеваль встречает Отвратительную девицу, упрекающую его в глупости, и предрекающую, что Незаданный вопрос будет стоить ему горя и долгих скитаний. Король Артур, к которому Персеваль присылает побежденных им рыцарей, решает отправиться на поиски героя. При встрече Персеваль выбивает из седла сенешаля Кея, отомстив за оскорбленную этим рыцарем деву («дева, которая смеется»), а затем знакомится с другим образцом рыцарства — Гавейном.
После этого следует рассказ о подвигах Гавейна. Обвиненный королём Эскавалона в предательстве, рыцарь отправляется к его двору, чтобы очиститься поединком, и по дороге прибывает в замок Тибальта Тинтагельского, где в это время проходит турнир. Гавейн не участвует в ристаниях, поскольку не хочет подвергаться риску получить травму перед ответственным поединком. Старшая дочь Тибальта высмеивает его, а затем оскорбляет и бьет по лицу младшую сестру, Деву с короткими рукавами, вступившуюся за незнакомца. Та прибегает к защите Гавейна, который не в силах отказать. Выйдя на турнир, он выбивает из седла рыцаря, носящего цвета старшей сестры.
Затем он оказывается во владениях короля Эскавалона. Они не знают друг друга в лицо, и монарх приглашает странствующего рыцаря погостить в своем дворце, где тот близко знакомится с его сестрой. Опознанный одним вавассором, Гавейн подвергается нападению горожан, отбиваясь от них мечом, предоставленным девой, и прикрываясь вместо щита шахматной доской. Вернувшийся с охоты король приказывает народу разойтись, поскольку Гавейн, хотя и обвиняемый, в данный момент на положении гостя, пользующегося неприкосновенностью.
Затем повествование возвращается к Персевалю, блуждающему уже пять лет в поисках Грааля, и забывшему о Боге. Однажды в Страстную пятницу пилигримы направляют его к отшельнику, перед которым рыцарь исповедуется в грехах. Старец сообщает ему о смерти матери, и открывает несколько тайн, в том числе разъясняет значение Грааля — потира, в который после Распятия Спасителя была собрана Истинная кровь. На этом роман Кретьена де Труа обрывается, но Ромер заканчивает фильм воспроизведением средневековой латинской мистерии Страстей Христовых.

## В ролях
- Фабрис Лукини — Персеваль / Иисус Христос (в мистерии)
- Андре Дюссолье — Гавейн
- Мари Ривьер — дева / дама / дочь Гарена
- Паскаль Жерве де Лафон — дева / дама / дочь Гарена
- Хор
  - Соланж Буланже — пение, сарацинская гитара / дева / дама, etc.
  - Катрин Шрёдер — пение, ребек
  - Франсиско Ороско — пение, лютня, шалмей
  - Дебора Натан — поперечная флейта
  - Жан-Поль Ракодон — пение, шалюмо / рыцарь / лакей, etc.
  - Ален Серв — пение, шалмей / дурак / конный оруженосец / лакей / рыцарь, etc.
  - Даниель Тарар — пение / угольщик / Ивоне / Гарен / вавассор / пилигрим, etc.
  - Паскаль Ожье — пение / дева / дама
  - Николай Арютен — пение / лакей / рыцарь

и в порядке выхода на сцену:
- Паскаль де Буассон — Вдовая дама
- Клементин Амуру — Дева из шатра
- Жак Ле Карпантье — Гордец из Лаланда
- Антуан Бо — Красный рыцарь
- Жослин Буассо — Дева, которая смеется
- Марк Эйро — король Артур
- Жерар Фальконетти — сенешаль Кей
- Рауль Бильре — Гурнеманц из Гоора
- Фредерик Норбер — король Эскавалона
- Ариэль Домбаль — Бланшефлор
- Сильвен Левиньяк — Агенгерон
- Ги Делорм — Кламадек Островной
- Мишель Этшевери — Король-Рыбак
- Коко Дюкадос — Отвратительная демуазель
- Жиль Рааб — Сагремор
- Мари-Кристин Барро — королева Гвиневра
- Жан Буасери — Гингамбрезиль
- Клод Жеже — Тибальт Тинтагельский
- Фредерика Шербонне — старшая дочь Тибальта
- Анн-Лор Мёри — Дева с короткими рукавами
- Кристин Льето — сестра короля Эскавалона
- Юбер Жинью — отшельник

## Создание фильма
Сценарий Ромера точно следует тексту романа, но постановщика не удовлетворил стандартный прозаический перевод со старофранцузского, и он сделал собственный, стихотворный. В статье Note sur la traduction et sur la mise en scène de Perceval (L'Avant-scène du cinéma 221 (1979) он объяснил свою позицию следующим образом:

Вопреки общепринятому мнению, поэзию значительно легче понять, чем прозу. Эти октосиллабы ближе современному языку, даже языку шестилетнего ребенка, чем вычурная проза, к которой приходится обращаться современному французскому читателю, желающему ознакомиться с текстом Кретьена де Труа. Популярная литература до сих пор рифмуется. Рифма есть в стихах, главным образом, восьмистопных, которыми пишутся наши песни и музыкальные комедии.— 
При этом в своем переводе Ромер сохранил некоторые средневековые обороты и отдельные слова из старофранцузского, более или менее понятные современным французам, чтобы создать ощущение архаичности.
Режиссёр отказался от идеи интерпретации романа в стиле «Парсифаля» Вагнера или тому подобном, выбрав нарочито театрализованную постановку, «которая смело поворачивается спиной к кинематографическому реализму», и вдохновляется отчасти средневековой сценографией, отчасти современным круговым театром.
Съемочный павильон в центре представлял собой пустую арену, вроде ристалища, где происходили турниры и конные эволюции, а вокруг этого закрытого поля располагались декорации для внутренних и внешних сцен.
Музыка к фильму, написанная Ги Робером, стилизована под полифоническую средневековую, и исполняется на аутентичных инструментах: сарацинской гитаре, ребеке, лютне, поперечной флейте, шалмее, шалюмо.

## Награды и номинации
Фильм получил в 1979 году премию Мельеса, и был номинирован в 1980 на премию «Сезар» в категориях «за лучшую операторскую работу» (Нестор Альмендрос) и «за лучший звук» (Жан-Пьер Рю).
У публики картина не имела успеха (всего 145 тыс. просмотров во Франции), став самым большим коммерческим провалом со времен неудачи «Знака льва».

## Комментарии
1. ↑  Премьера в Нью-Йорке. Во Франции картина вышла в прокат 7 февраля 1979, в ФРГ 6 ноября
2. ↑  В 1964 году Ромер сделал для телевидения к/м фильм (23 мин.) «Персеваль, или Сказание о Граале» (Perceval ou Le Conte du Graal)
3. ↑  Получив от матери в напутствие ценные указания относительно того, как себя вести с девицами и дамами (не обижать; если подарят поцелуй — принять и не требовать большего; также можно принять в подарок кольцо), Персеваль, наткнувшийся на спящую в шатре деву, не долго думая, съедает обнаруженные там кушанья, насильно целует деву шесть раз, и отбирает у нее кольцо, подаренное ее господином. Вернувшись с охоты, Гордец из Лаланда подвергает деву суровому наказанию, поскольку «та, что позволила незнакомцу себя целовать, позволит и все остальное»
4. ↑  У Кретьена Gurnemanz, в современном французском «Горнеман» (Gornemant)
5. ↑  В награду прекрасная Бланшефлор, племянница Гурнеманца, «не отказывает рыцарю ни в чем», и делит с ним ложе
6. ↑  Во французской поэзии второй половины XX века рифма встречается, в основном, в «низких жанрах» (песня, мюзикл) и произведениях для детей. Абель Ганс, написавший диалоги к фильму «Сирано и д'Артаньян» рифмованными александринами, столкнулся с резким неприятием текста со стороны публики
7. ↑  Например, слово «замок» произносится в фильме, как «шастель» и «кастель» (chastel), вместо современного варианта «шато» (château)